# لاووئن
لاووئن (به فرانسوی: Lavoine) یک کمون در فرانسه است که در Canton of Le Mayet-de-Montagne واقع شده‌است.

## خصوصیات
لاووئن ۱۷٫۵۳ کیلومترمربع مساحت و ۱۵۱ نفر جمعیت دارد و ۸۰۰ متر بالاتر از سطح دریا واقع شده‌است.